# Haňovice
Haňovice (deutsch Haniowitz) ist eine Gemeinde in Tschechien. Sie liegt drei Kilometer südwestlich von Litovel und gehört zum Okres Olomouc.

## Geographie
Haňovice erstreckt sich beiderseits des Flüsschens Loučka am nordöstlichen Fuße des Drahaner Berglandes am Rande der Obermährischen Senke (Hornomoravský úval). Südwestlich erheben sich der Rampach (418 m) und die Baterie (387 m), im Nordwesten die Parduska (379 m). Am südöstlichen Ortsrand verläuft die Bahnstrecke Červenka – Prostějov, die dortige Bahnstation trägt den Namen Myslechovice. Im Nordosten führt die Europastraße 442/Staatsstraße 35 zwischen Olomouc und Litovel vorbei.
Nachbarorte sind Víska im Norden, Nasobůrky, Olomoucké Předměstí und Chořelice im Nordosten, Březové und Rozvadovice im Osten, Unčovice und Dubčany im Südosten, Cholina und Myslechovice im Süden, Hliník im Südwesten, Kluzov und Nová Ves im Westen sowie Chudobín, Měrotín und Sobáčov im Nordwesten.

## Geschichte
Die erste schriftliche Erwähnung des bischöflichen Lehns Ganeiouici erfolgte 1141 in einem Güterverzeichnis des Olmützer Bischofs Heinrich Zdik. Im Jahre 1320 wurde das Dorf als Hanowicz, 1384 als Hoynauicz bzw. Honowicz, ab 1403 als Hanyeowicz bzw. Hanyowicz, 1440 als Haniowicz, ab 1446 als Haniewicz und 1498 als Hanějovice bezeichnet. Die Lehnsmannen wechselten häufig. Seit der Mitte des 15. Jahrhunderts wurde das Lehn an die Besitzer der Herrschaft Chodobín gereicht. Dies waren nacheinander Výšek von Střítěž, Šebor von Drahanovice, Jan Selitský von Dobrá Voda, die Brüder Jan und Mikuláš von Chudobín. 1518 erhielt Jan Zoubek von Zdětín das Lehn und machte Hanějovice zu seinem Sitz. Ihm folgten dessen Söhne Joachim († 1571) und Bernhard († 1569). Diese ließen um 1555 eine Brauerei anlegen. Bernhards Sohn Jan Bohuslav verkaufte die ererbte Herrschaft an Jan Proček von Zástřizl. Dieser ließ 1580 das Renaissanceschloss errichten. 1584 erbte sein Sohn Bernard Prakšický von Zástřizl den Besitz. Er ließ im Dorf eine Schänke und eine Schmiede errichten. Nach der Schlacht am Weißen Berg wurde Bernard Prakšický verhaftet und verstarb 1622 auf der Festung Spielberg. Seine Güter wurden konfisziert und dem Olmützer Domkapitel übereignet. Die Matriken werden seit 1631 in Cholina geführt. Während des Dreißigjährigen Krieges wurde der Ort 1643 von den Schweden verwüstet. Auf dem Platz der alten Brauerei entstand ein Herrenhaus, dass das Kapitel 1691 an Hans Klober verkaufte. 1686 ließ das Domkapitel eine neue Brauerei errichten. Weitere Namensformen waren Haňovice (ab 1526), Honowitz (1591), Haňowitz, Hannowitz (ab 1676), Anowitz (1692), Haniowitz (ab 1720), Haniowitium (1771) und Hainowitz (1787). Im Jahre 1846 verpachtete das Domkapitel die Kapitularbrauerei Haniowitz an Jakob Winter. Bis zur Mitte des 19. Jahrhunderts blieb das Dorf immer dem Olmützer Kapitel untertänig.
Nach der Aufhebung der Patrimonialherrschaften bildete Haňovice/Haniowitz mit dem Ortsteil Staré Brno/Alt Brünn ab 1850 eine Gemeinde in der Bezirkshauptmannschaft Littau. 1881 fand der tschechische Ortsname Hanějovice Verwendung. Mit der 1893 gegründeten Bäuerlichen Brauerei und Mälzerei Litovel erwuchs der Haňovicer Brauerei ein Konkurrenzunternehmen. 1894 kaufte der Brauereipächter Karl Winter die Brauerei- und Wirtschaftsgebäude für 65.800 Gulden, der Grund und Boden blieb weiterhin Pachtland. 1897 beschwerten sich die Gemeindevertreter von Senička, Loučka, Bílsko, Cakov, Olbramice, Vilémov, Kluzov, Slavětín, Savín, Nová Ves, Chudobín, Haňovice, Myslechovice und Červenka beim Kapitel wegen des materiellen und moralischen Schadens durch die Verpachtung des Gutes für 14 Gulden pro Metze an die Israeliten Winter, während von ihnen 18–20 Gulden erhoben wurden und es angeblich andere christliche Interessenten gäbe, die auch zur Zahlung einer höheren Pacht bereit wären. Im Jahre darauf erfolgte eine erneute Verpachtung der Brauerei- und Mälzereigüter an Adolf und Otto Winter. Die Freiwillige Feuerwehr bildete sich 1898. 1899 kaufte die Bäuerliche Brauerei Litovel die Brauerei von der Familie Winter ab und ließ sie stilllegen. Die Mälzerei Haňovice wurde von der Familie Winter weiter betrieben und hatte im Jahre 1913 einhundert Beschäftigte. 1914 wurde die Lokalbahn Littau–Groß Senitz in Betrieb genommen. Nach der Gründung der Tschechoslowakei pflanzte die Gemeinde auf dem Dorfplatz eine Freiheitslinde. Die Mälzerei stellte 1933 ihren Betrieb ein; ihre Gebäude wurden ab 1942 von der Wehrmacht als Materiallager genutzt und nach dem Krieg zum Kuhstall umgewandelt. Im Juli 1960 wurden Chudobín, Myslechovice und Nová Ves eingemeindet. Nach der Auflösung des Okres Litovel kam der Ort mit Beginn des Jahres 1961 zum Okres Olomouc. 1964 erfolgte die Eingemeindung von Nasobůrky und Víska. Zwischen 1975 und 1979 erfolgte der Neubau des Kindergartens. 1980 erfolgte die Eingemeindung nach Litovel. Die neue Brücke über die Loučka wurde 1981 fertiggestellt. 1991 richtete die Stadt Litovel auf ihr gehörigen Grundstücken in Haňovice eine städtische Mülldeponie ein, die 1996 befüllt war und geschlossen wurde. Nach der Samtenen Revolution löste sich Haňovice zum 1. Jänner 1991 wieder von Litovel los und bildete eine eigene Gemeinde.

## Gemeindegliederung
Die Gemeinde Haňovice besteht aus den Ortsteilen Haňovice (Haniowitz) und Kluzov (Alt Brünn). Der Hauptort Haňovice gliedert sich in die Ortslagen Kout, Náves, Dolní Konec, Kerkesl, Na Řádkách, Bytovky und Žmol. Grundsiedlungseinheit ist Haňovice.

## Sehenswürdigkeiten
- Kapelle der hll. Kyrill und Method im Ortszentrum, sie wurde 1983 instand gesetzt
- Gedenkstein für die Gefallenen des Ersten Weltkrieges, im Ortszentrum, errichtet 1921
- Steinernes Kreuz mit Kalvariengruppe, vor der Kapelle
- Bildstock in Dolní konec
- Ehemalige Feste, errichtet um 1580 durch Jan Proček von Zástřizl, sie dient heute als Wirtschaftsgebäude

## Söhne und Töchter der Gemeinde
- Julie Hanusch (1878–1949), Textilkünstlerin
- Juraj Pospíšil (1931–2007) im Olmützer Krankenhaus geborener, in Haňovice aufgewachsener slowakischer Komponist, Musikwissenschaftler und Musikpädagoge.